# Der Blaue Reiter
Der Blaue Reiter (z niem. Błękitny Jeździec) – ugrupowanie artystów-ekspresjonistów, założone w Monachium w grudniu 1911 przez Wasilija Kandinskiego i Franza Marca, mające na celu uwolnienie sztuki od konserwatywnej tradycji malarstwa akademickiego.  
W 1909 r. Kandinski wraz z Aleksiejem Jawlenskim założył Neue Künstlervereinigung München (Nowe Stowarzyszenie Artystów w Monachium). Na jednej z wystaw zorganizowanych w 1910 r. przez to stowarzyszenie poznał Franza Marca. Malarze zaprzyjaźnili się i w połowie 1911 r. rozpoczęli wydawanie pisma Der Blaue Reiterz reprodukcjami i artykułami o nowej sztuce. Jeszcze w tym samym roku założyli ugrupowanie o takiej samej nazwie.
Do Kandinskiego i Marca przyłączyli się inni artyści o podobnych poglądach, wśród nich August Macke, Gabriele Münter, Marianne von Werefkin (Марианна Владимировна Верëвкина), Alexej von Jawlensky (Алексей Георгиевич Явле́нский), Alfred Kubin, Paul Klee i Hanns Bolz. Przyłączył się też kompozytor i malarz Arnold Schönberg. Członków grupy łączyło zainteresowanie sztuką prymitywną i średniowieczną oraz fowizmem i kubizmem.
Pierwsza wystawa grupy odbyła się od 18 grudnia 1911 do 1 stycznia 1912 w Moderne Galerie Heinrich Thannhauser w Monachium. Obejmowała 49 dzieł Hansa Arpa, Alberta Blocha, Heinricha Campendonka, Roberta Delaunaya, Wasilija Kandinskiego, Henri Matissa, Augusta Mackego, Gabrieli Münter, Emila Noldego, Pabla Picassa i Henri Rousseau. Wystawie towarzyszyła muzyka Albana Berga, Arnolda Schönberga i Antona Weberna. Wystawę pokazano również w Kolonii i w Berlinie.
Druga i ostatnia wystawa odbyła się od 12 lutego do 18 marca 1912 w monachijskiej księgarni Hansa Goltza. Obejmowała wyłącznie grafikę, także Paula Klee, Georges Braque’a, Hansa Arpa, Roberta Delaunaya, André Deraina, Kazimierza Malewicza, Natalii Gonczarowej i Michaiła Łarionowa oraz grupy Die Brücke.

## Almanach Błękitny Jeździec
Grupa przyjęła nazwę od drzeworytu Kandinskiego pod tym samym tytułem, zamieszczonym w roku 1912 na okładce almanachu. Sponsorami almanachu byli kolekcjoner sztuki Bernhard Koehler i wydawca Reinhard Piper. Almanach został wznowiony w roku 1914, ukazały się także wydania w innych językach.
Członkowie grupy spotykali się w domu Kandinskiego i Gabrieli Münter w Murnau oraz w niedalekim Sindelsdorf, gdzie mieszkali Franz Marc i Heinrich Campendonk.
Niestety między członkami grupy doszło do sporów i niesnasek. Po wybuchu I wojny światowej rosyjscy członkowie grupy: Kandinsky, Jawlensky i Werewkina musieli opuścić Niemcy. Marc i Macke polegli na froncie we Francji, Hanns Bolz powrócił z wojny okaleczony i wkrótce zmarł. Grupa zakończyła działalność.
W roku 1920 doszło do procesu sądowego o zgromadzone w Murnau obrazy, wygranego przez Gabrielę Münter. W dniu swoich 80. urodzin (w 1957) Gabriela Münter zapisała znaczną część kolekcji miastu Monachium. Obrazy są zgromadzone w Miejskiej Galerii Lenbachhaus.

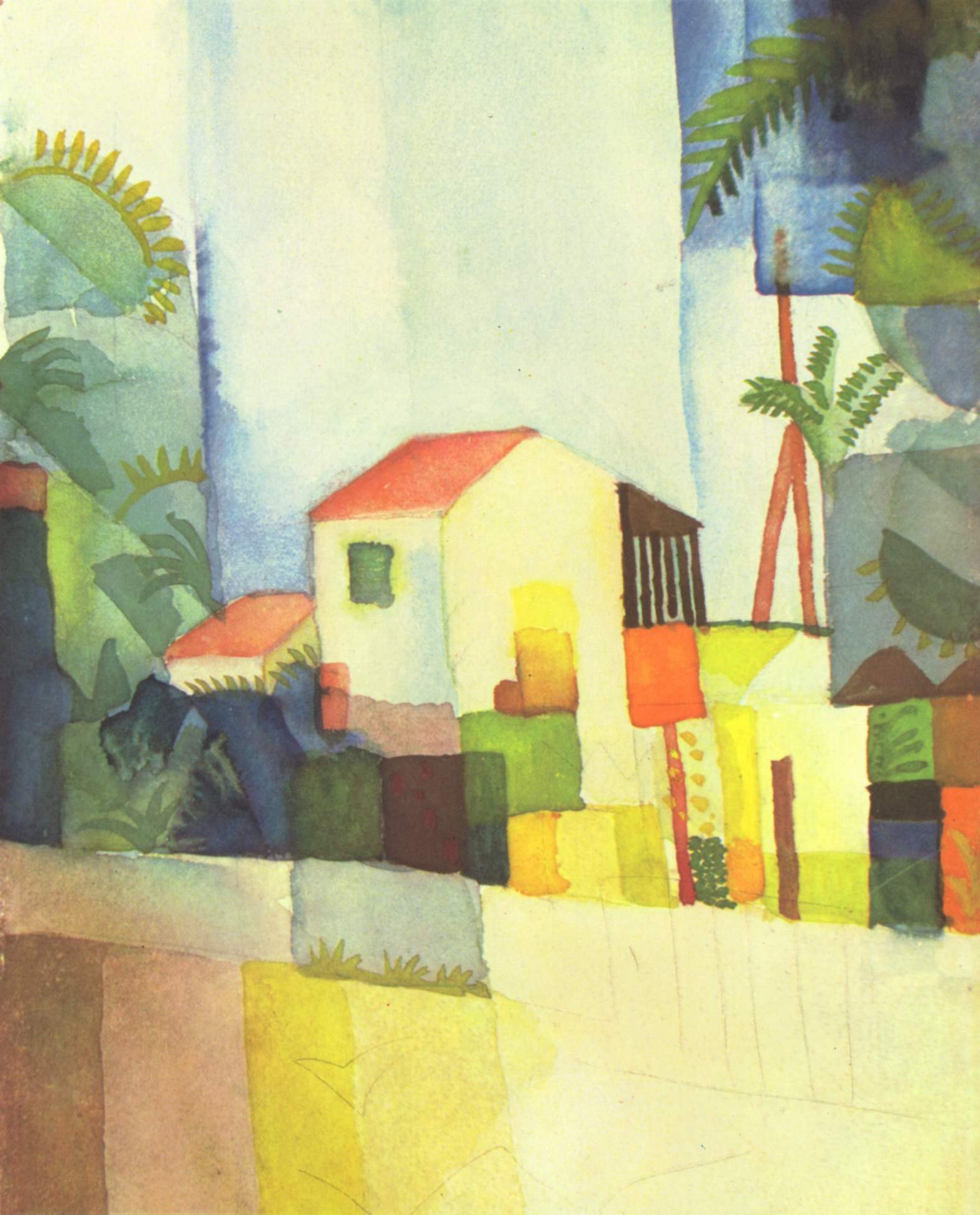
August Macke: Jasny dom, 1914
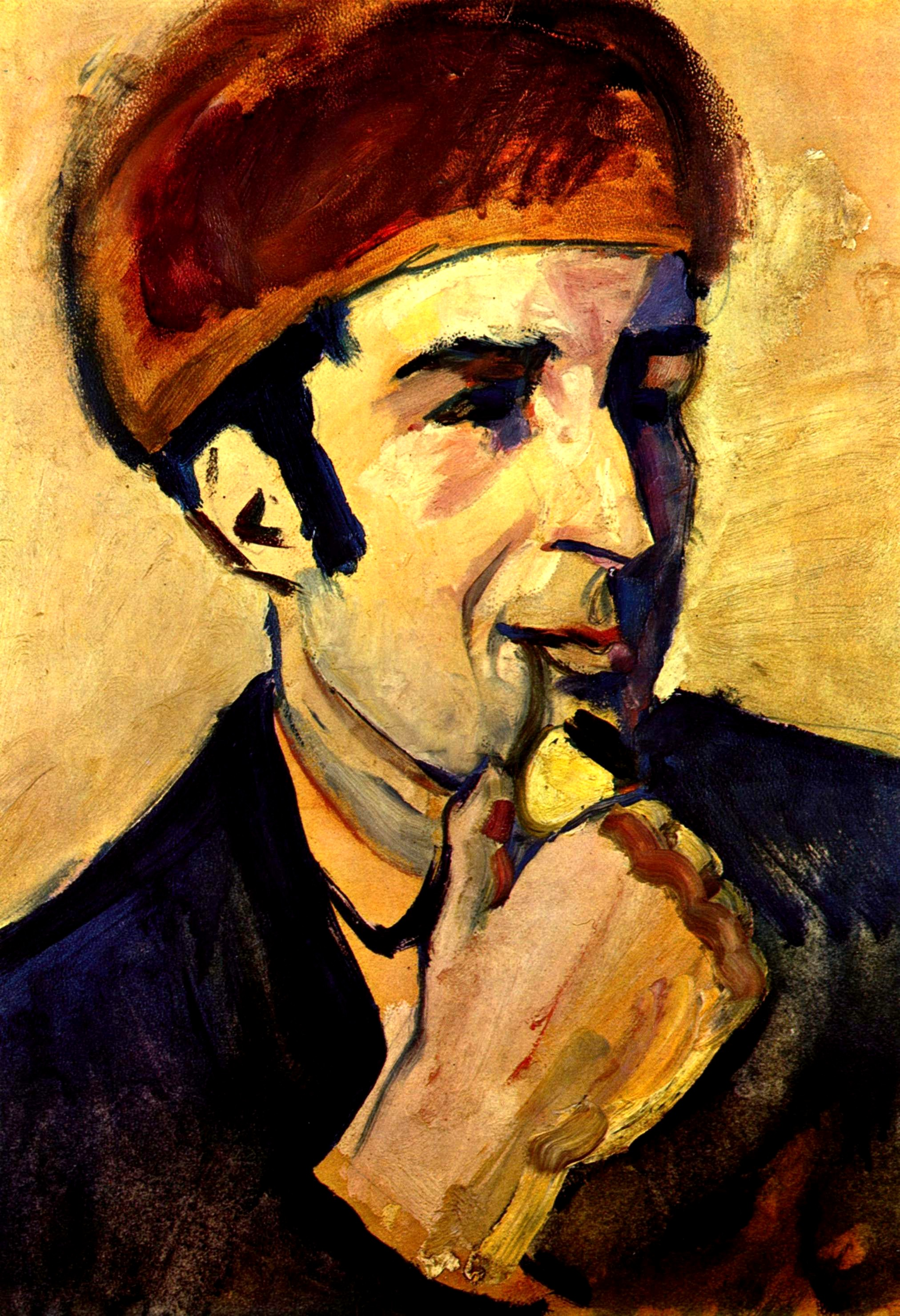
August Macke: Portret Franza Marca, 1910
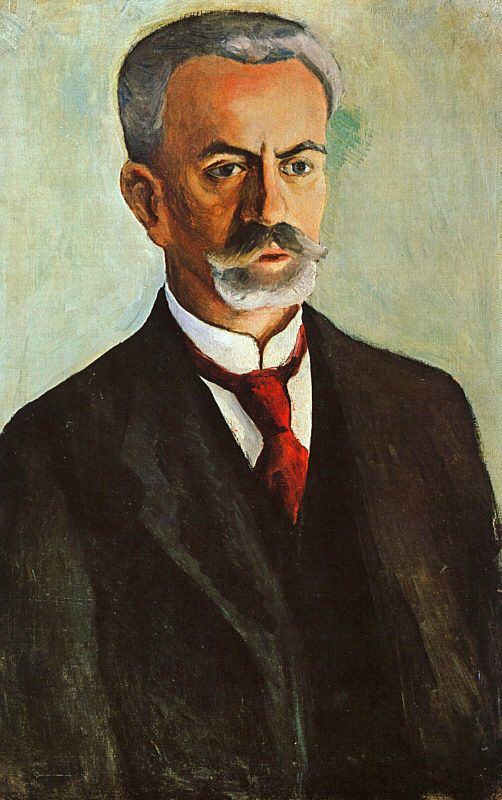
August Macke: Portret Bernharda Koehlera
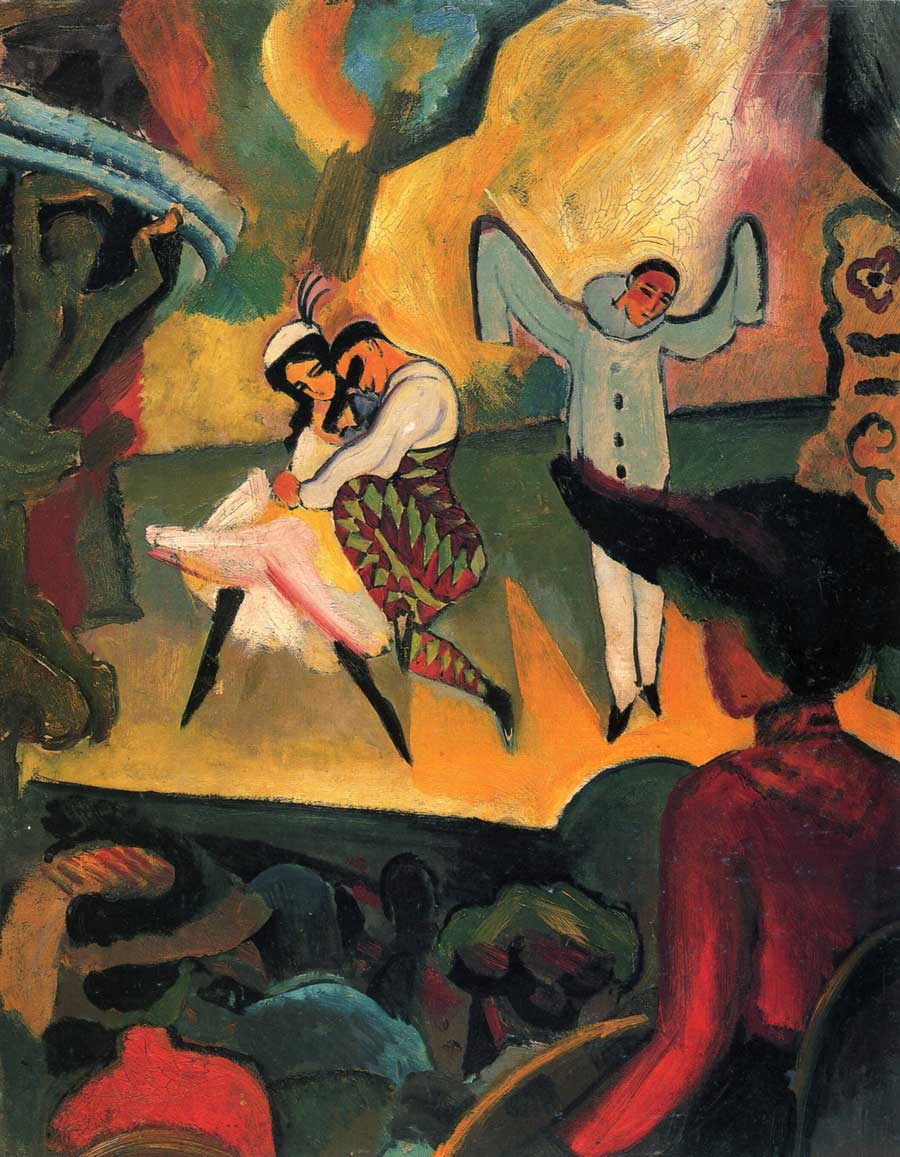
August Macke: Balet rosyjski, 1912

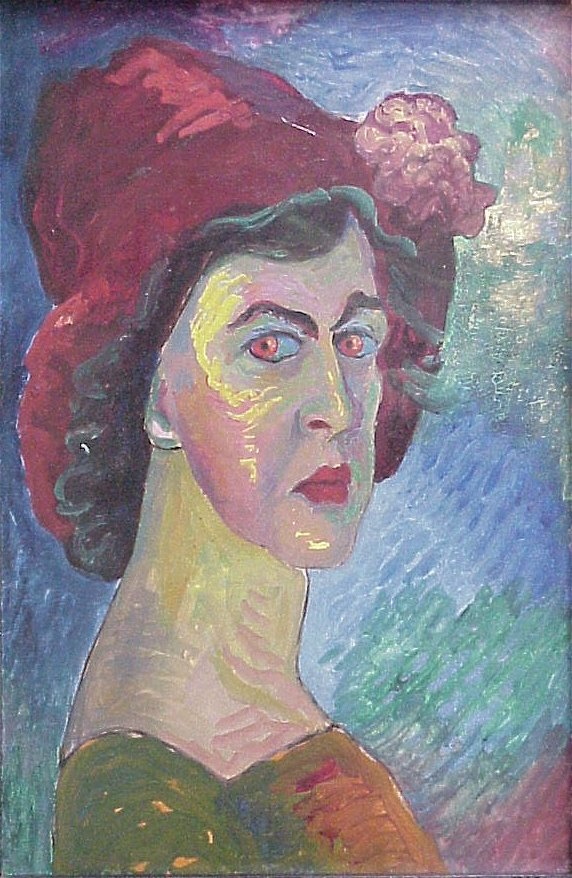
Marianna Werewkina: Autoportret
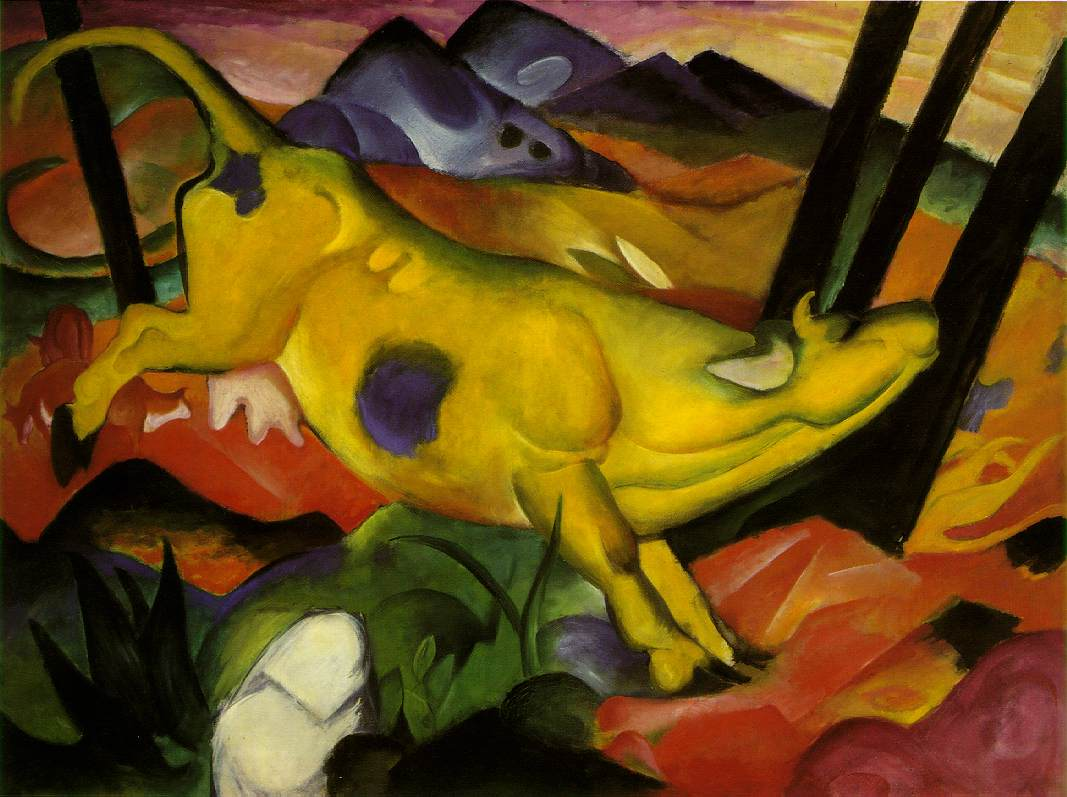
Franz Marc: Żółta krowa, 1911
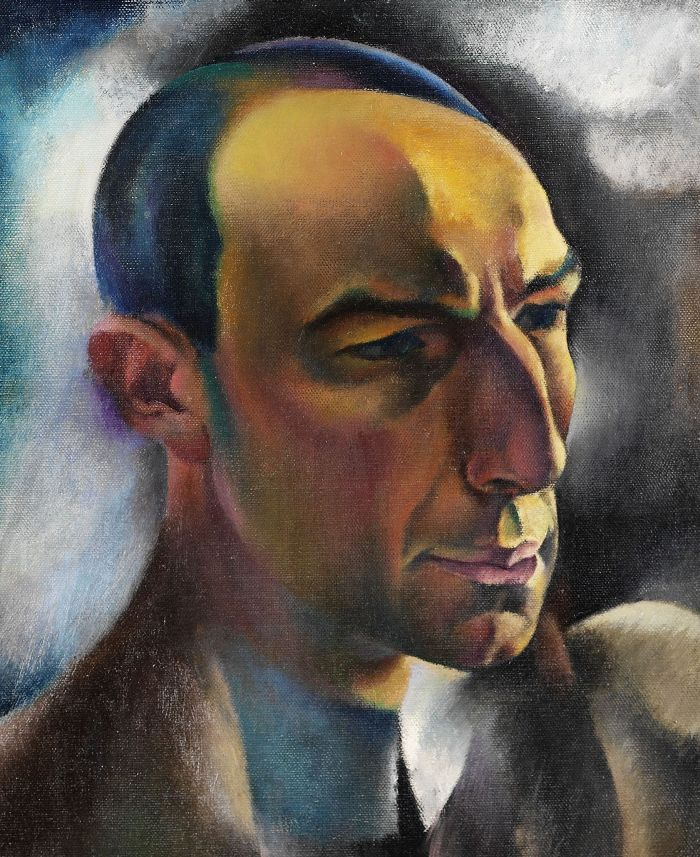
Hanns Bolz: Portret Alfreda Flechtheima